# Moken (langue)
Cet article concerne la langue moken. Pour le peuple moken, voir Moken.
Le moken est une langue austronésienne parlée dans le nord-ouest de la péninsule Malaise : en Birmanie dans l'archipel de Mergui et en Thaïlande, à Phuket et dans les provinces de Ranong et Phang Nga. La langue appartient à la branche malayo-polynésienne des langues austronésiennes.

## Classification
Le moken est une des langues moken-moklen, un groupe des langues malayo-polynésiennes occidentales. 

## Écriture
Le moken n’a pas d’écriture standardisée, mais plusieurs ouvrages éducatifs ou d’alphabétisation ont été publiés utilisant l’écriture birmane ou karen, l’écriture latine, ou encore l’écriture thaï.

## Phonologie
Les tableaux présentent la phonologie du moken parlé en Thaïlande, les consonnes et les voyelles.

### Voyelles
|         | Antérieure                  | Centrale              | Postérieure                 |
| ------- | --------------------------- | --------------------- | --------------------------- |
| Fermée  | ǐ [ǐ] ǐː [ǐː] i [i] iː [iː] |                       | ǔ [ǔ] ǔː [ǔː] u [u] uː [uː] |
| Moyenne | ěː [ěː] e [e] eː [eː]       | ə [ə]                 | ǒ [ǒ] ǒː [ǒː] o [o] oː [oː] |
| Ouverte | ɔ̌ː [ɔ̌ː] ɔ [ɔ] ɔː [ɔː]       | ǎː [ǎː] a [a] uː [aː] | ɛ̌ː [ɛ̌ː] ɛ [ɛ] ɛː [ɛː]       |

### Deux types de voyelles
Le moken possède deux types de voyelles, les lâches et les tendues. Les tendues sont transcrites [ǔ]. Les voyelles longues tendues sont diphtonguées.

### Consonnes
|              |              | Bilabiales | Alvéolaires | Dorsales | Dorsales | Glottales |
| ------------ | ------------ | ---------- | ----------- | -------- | -------- | --------- |
| Palatales    | Vélaires     | Bilabiales | Alvéolaires |          |          | Glottales |
| Occlusives   | Sourde       | p [p]      | t [t]       |          | k [k]    | ʔ [ʔ]     |
| Occlusives   | Aspirée      | pʰ [pʰ]    | tʰ [tʰ]     |          | kʰ [kʰ]  |           |
| Occlusives   | Sonore       | b [b]      | d [d]       |          | g [g]    |           |
| Fricative    | Fricative    |            | s [s]       |          |          | h [h]     |
| Affriquée    | Sourde       |            |             | c [t͡ʃ]   |          |           |
| Affriquée    | Aspirée      |            |             | cʰ [t͡ʃʰ] |          |           |
| Affriquée    | Sonore       |            |             | j [d͡ʒ]   |          |           |
| Nasale       | Nasale       | m [m]      | n [n]       | ɲ [ɲ]    | ŋ [ŋ]    |           |
| liquide      | liquide      |            | l [l]       |          |          |           |
| Semi-voyelle | Semi-voyelle | w [w]      |             | y [j]    |          |           |

## Sources
- (en) Naw Say Bay, « The phonology of the Dung dialect of Moken », dans David Bradley, Papers in Southeast Asian linguistics, vol. 13 : Studies in Burmese languages, Canberra, Pacific Linguistics (no A-83), 193-205 p., PDF (ISBN 0 85883 427 8, présentation en ligne, lire en ligne)
- (en) David Bradley, « East and Southeast Asia », dans Christopher Moseley, Encyclopedia of the world’s endangered languages, Milton Park, Routledge, 2007, 349-424 p. (ISBN 9780700711970)
- (en) Michael D. Larish, « Moken and Moklen », dans Alexander Adelaar et Nikolaus P. Himmelmann, The Austronesian languages of Asia and Madagascar, Londres, Routledge, coll. « Routledge Language Family Series », 2005, 513-533 p. (ISBN 0-7007-1286-0)
- (en) Pittayawat Pittayaporn, « Moken as a mainland Southeast Asian language », dans A. Grant et P. Sidwell, Chamic and beyond: studies in mainland Austronesian languages, Pacific Linguistics, The Australian National University (no 569), 2005, 189-210 p., PDF (DOI 10.15144/PL-569.189, présentation en ligne, lire en ligne)
- (en) Pittayawat Pittayaporn, « When words erode: Moken trisyllabic syncopation and PAn stress », dans Tenth International Conference on Austronesian Linguistics (website), Linguistic Society of the Philippines and SIL International, 2006, 13 p., PDF (lire en ligne)
- (en) D.W. Hogan, A Thai orthography for the Moken language, Melbourne, Pacific College of Graduate Studies, 1983